# 日立市立諏訪小学校
日立市立諏訪小学校（ひたちしりつすわしょうがっこう）は、茨城県日立市諏訪町3-10-1にある日立市立小学校。

## 概要
諏訪小学校は、大久保小学校及び成沢小学校から分離して開校した。日立市の中央部山間の高台に位置し、近年は新興住宅地の増設により児童数が増加傾向である。

## 沿革

### 年表
- 1969年
  - 3月22日 - 校舎完成[6]。
  - 4月1日 - 日立市立諏訪小学校が開校[7]。
  - 5月16日 - 校歌制定[6]。
- 1970年2月15日 - 創立記念式典が挙行される。この日を創立記念日とする[6]。
- 1983年4月6日 - 日立市の姉妹都市・バーミングハム市アーリントン市長一行が公式訪問[6]。
- 1986年12月2日 - 全国花壇コンクール優良賞を受賞[6]。
- 1995年8月 -NHK合唱コンクール入賞、TBS合唱コンクール優秀賞を受賞[6]。
- 2014年4月23日  - 子ども読書活動実践校・優秀校表彰（文部科学大臣賞）[6][8]。
- 2015 - 2017年度 - 諏訪小学校校舎改築事業[9]。
- 2016年2月 - 第36回ホームソーイング小・中・高校生作品コンクール、小学校の部・文部科学大臣賞を受賞[10]。
- 2017年3月31日 - 新校舎が完成[11]。
- 2018年度 - 授業力ブラッシュアップ研修重点校（算数）研究指定校に指定[12]。
- 2021年4月1日 - 放課後子ども教室を開設[13]。
- 2023年度 - 小中学校における遠隔教育実証研究事業ピンポイント型（プログラミング）2クール目[14]。

## 教育方針
（出典：）
教育目標
自ら考え、判断し、正しいことを進んで行動する 心身ともに健やかな子どもの育成

## 学校行事
（出典：）
- 4月
  - 始業式
  - 入学式
  - 家庭訪問
- 5月
  - 運動会
- 6月
  - プール開き
  - 2年町探検
  - 4年梅落とし
  - 5年福祉体験
  - 6年墨絵・作動
- 7月
  - 終業式
- 8月
  - 盆踊り

- 9月
  - 始業式
  - 教育実習
  - 6年修学旅行
  - 4・5年敬老会
  - 1年かみね公園（校外学習）
  - 2年植物園（校外学習）
  - 3年スーパー見学
- 10月
  - 5年宿泊学習
  - 3年校外学習
  - 4年校外学習（浄水場・交通公園）
  - 中部会親善陸上記録会
- 11月
  - 4年星空学習
  - 日立市小中学校音楽会
  - 諏訪地区自主防災訓練
  - 秋祭り
- 12月
  - 新入児体験入学
  - 持久走記録会
  - 終業式

- 1月
  - 始業式
  - 学力診断のためのテスト
  - 書き初め会
  - 新入児保護者説明会
  - 新入生体験入学（中学）
  - 3年消防署見学
- 2月
  - 3年クラブ見学
  - 創立記念集会
  - 創立記念日（2月15日）
- 3月
  - 6年生を送る会
  - 卒業証書授与式
  - 修了式
  - 離任式

## 通学区域
（出典：）
- 日立市鮎川町6丁目9番3号から10号、9番B
- 日立市桜川町4丁目6から9番
- 日立市末広町4丁目1・3から6・9番1から5号
- 日立市諏訪町
  - 旧地番
  - 1丁目14から21番
  - 2丁目
  - 3丁目
  - 4丁目
  - 5丁目
  - 6丁目
- 日立市西成沢町3丁目11から12番13号、13から21番

## 進学先中学校
- 日立市立多賀中学校
- 日立市立大久保中学校

## 学区内の主な施設
- 諏訪交流センター
- 諏訪スポーツ広場
- 諏訪梅林公園

## 交通
- JR常磐線 常陸多賀駅から茨城交通路線バス 平和台霊園行「上石内」バス停下車徒歩10分[19]